# Варденбург
Варденбург (нім. Wardenburg) — сільська громада в Німеччині, розташована в землі Нижня Саксонія. Входить до складу району Ольденбург.
Площа — 118,66 км2. Населення становить 16 213 ос. (станом на 31 грудня 2021).